# Крисинська сільська рада
Кри́синська сільська́ ра́да — адміністративно-територіальна одиниця та орган місцевого самоврядування в Богодухівському районі Харківської області. Адміністративний центр — село Крисине.

## Загальні відомості
- Крисинська сільська рада утворена в 1918 році.
- Територія ради: 54,17 км²
- Населення ради: 2 370 осіб (станом на 2001 рік)
- Територією ради протікає річка Мерла.

## Населені пункти
Сільській раді були підпорядковані населені пункти:
- с. Крисине
- с. Бабенки
- с. Кадниця
- с-ще Максимівка
- с. Новоселівка

## Склад ради
Рада складалася з 14 депутатів та голови.
- Голова ради: Бобрик Володимир Анатолійович
- Секретар ради: Федько Наталія Анатоліївна

### Керівний склад попередніх скликань
| Прізвище, ім'я, по батькові   | Основні відомості                                                     | Дата обрання | Дата звільнення |
| ----------------------------- | --------------------------------------------------------------------- | ------------ | --------------- |
| Бобрик Володимир Анатолійович | Сільський голова, 1969 року народження, освіта середня, позапартійний | 25.10.2015   |                 |
|                               |                                                                       |              |                 |

Примітка: таблиця складена за даними сайту Верховної Ради України

### Депутати
За результатами місцевих виборів 2010 року депутатами ради стали:

#### За суб'єктами висування
| Суб'єкт висування                                       | Кількість обраних депутатів | %    |
| ------------------------------------------------------- | --------------------------- | ---- |
| Партія регіонів                                         | 5                           | 31,3 |
| Політична партія «Сильна Україна»                       | 5                           | 31,3 |
| Народна партія                                          | 3                           | 18,8 |
| Політична партія Всеукраїнське об'єднання «Батьківщина» | 3                           | 18,8 |

#### За округами
| № округу                                                | Прізвище, ім'я, по батькові   | Дата визнання обраним | Освіта  | Партійна приналежність                        | Відомості про обраного депутата                   |
| ------------------------------------------------------- | ----------------------------- | --------------------- | ------- | --------------------------------------------- | ------------------------------------------------- |
| Народна Партія                                          |                               |                       |         |                                               |                                                   |
| 2                                                       | Наконечний Олексій Вікторович | 01.11.2010            | вища    | член Народної партії                          | ТОВ СП"Родіна", інженер-будівельник               |
| 5                                                       | Вензель Олександр Миколайович | 01.11.2010            | середня | член Народної партії                          | ТОВ СП"Родіна", вводій                            |
| 8                                                       | Овчаренко Павло Єгорович      | 01.11.2010            | середня | член Народної партії                          | ТОВ СП"Родіна", керуючий відділом                 |
| Партія регіонів                                         |                               |                       |         |                                               |                                                   |
| 1                                                       | Задорожня Наталія Андріївна   | 01.11.2010            | вища    | член Партії регіонів                          | ТОВ СП"Родіна", зоотех-нік                        |
| 4                                                       | Чуб Валентина Миколаївна      | 01.11.2010            | вища    | член Партії регіонів                          | Сазано-Баланівська загальноосвітня школа, ввчител |
| 6                                                       | Макаренко Ганна Григорівна    | 01.11.2010            | середня | член Партії регіонів                          | ТОВ СП"Родіна", ббригадир                         |
| 15                                                      | Шаламберідзе Важа Шалвович    | 01.11.2010            | середня | член Партії регіонів                          | тимчасово не працює                               |
| 16                                                      | Коваленко Олександр Вадимович | 01.11.2010            | середня | член Партії регіонів                          | фермерське господарство «Алєся», голова           |
| Політична партія Всеукраїнське об'єднання «Батьківщина» |                               |                       |         |                                               |                                                   |
| 3                                                       | Ольховський Валерій Пилипович | 01.11.2010            | середня | член Всеукраїнського об'єднання «Батьківщина» | пенсіонер                                         |
| 9                                                       | Пивоварова Наталія Іванівна   | 01.11.2010            | середня | член Всеукраїнського об'єднання «Батьківщина» | Максимівська загальноосвітня школа, комірник      |
| 13                                                      | Усик Любов Олексіївна         | 01.11.2010            | середня | член Всеукраїнського об'єднання «Батьківщина» | Максимівський клуб, прибиральниця                 |
| Політична партія «Сильна Україна»                       |                               |                       |         |                                               |                                                   |
| 7                                                       | Колодочко Валентина Іванівна  | 01.11.2010            | вища    | член Політичної партії «Сильна Україна»       | пенсіонер                                         |
| 10                                                      | Печаткіна Ірина Юріївна       | 01.11.2010            | середня | член Політичної партії «Сильна Україна»       | Максимівська бібліотека, завідувачка              |
| 11                                                      | Жданюк Надія Антонівна        | 01.11.2010            | середня | член Політичної партії «Сильна Україна»       | Максимівська загальноосвітня школа, організатор   |
| 12                                                      | Задорожня Ольга Дмитрівна     | 01.11.2010            | вища    | член Політичної партії «Сильна Україна»       | підприємець                                       |
| 14                                                      | Габай Лілія Віталіївна        | 01.11.2010            | вища    | член Політичної партії «Сильна Україна»       | Крисинськасільськарада, секретар                  |